# 텍스처 매핑

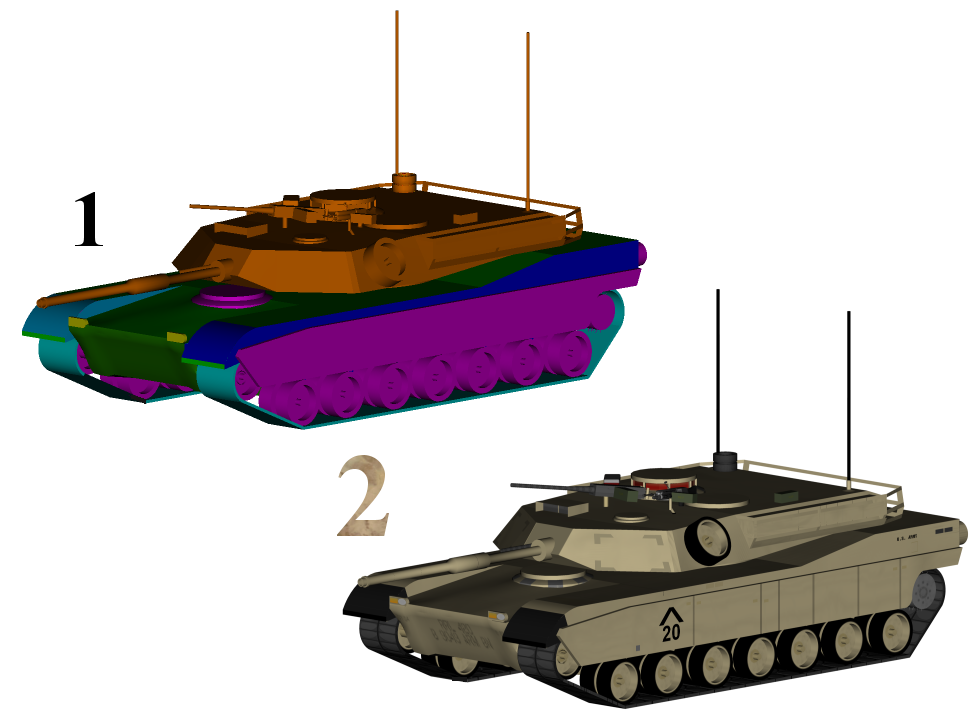
1 = 텍스처가 없는 3차원 모델
2 = 텍스처가 있는 3차원 모델

2차원 텍스처를 3차원 모델로 매핑하는 모습.

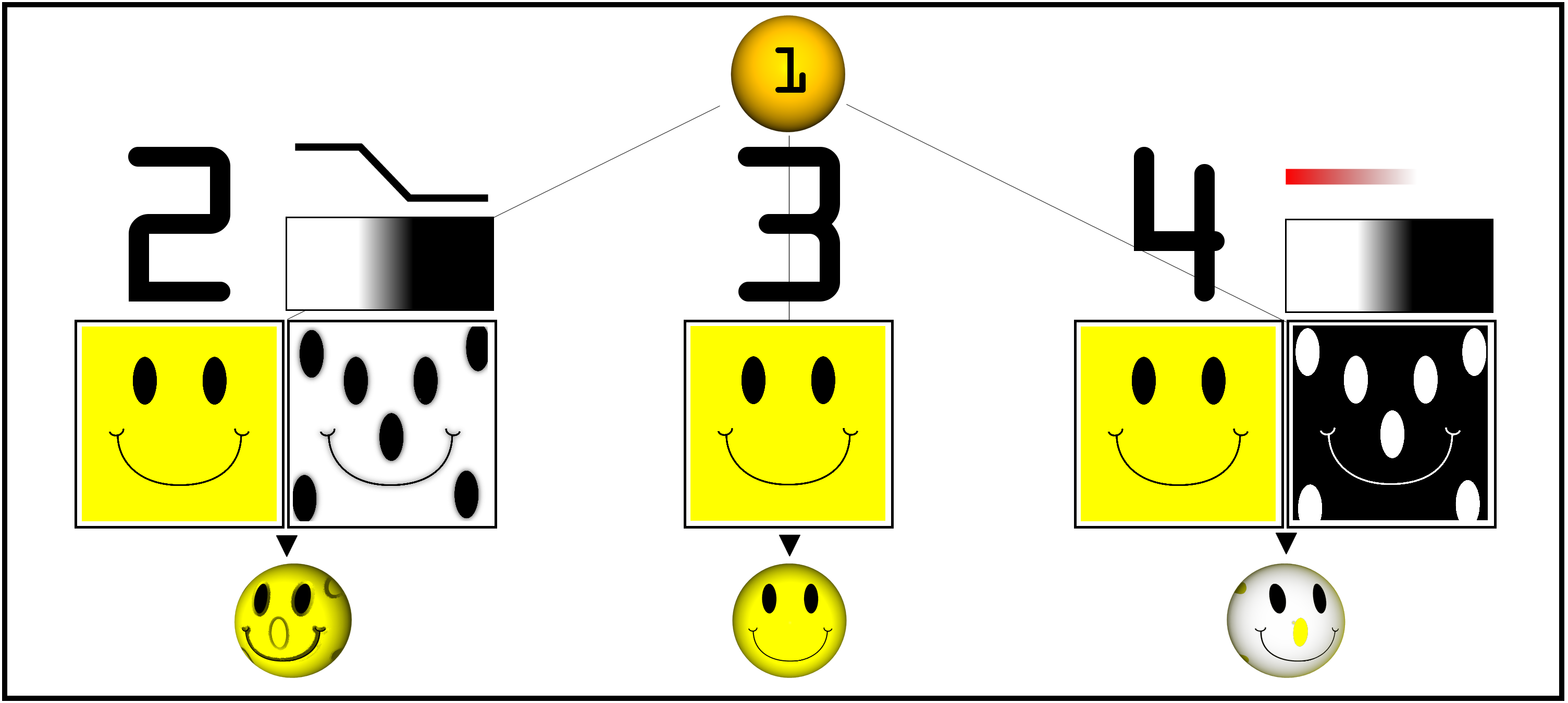
멀티텍스처링의 예. (크게 보려면 클릭)
1: 텍스처가 적용되지 않은 구. 2: 텍스처와 범프 맵. 3: 텍스처 맵 전용. 4: 불투명도 및 텍스처 맵.

텍스처 매핑(texture mapping)은 컴퓨터 그래픽스 분야에서 가상의 3차원 물체의 표면에 세부적인 질감의 묘사를 하거나 색을 칠하는 기법이다. 일반적으로는 수식이나 2차원의 그림을 3차원 물체의 표면에 여러 가지 방법을 통하여 적용하고 이에 따라 컴퓨터 그래픽 화면을 만들어 나갈 때 마치 실제의 물체처럼 느껴지게 끔 그 세부 묘사를 하는 것이다. 이는 사실적인 3D 장면을 구성하는 데 필요한 다각형 및 조명 계산의 수를 대폭 줄이게 해준다.
예를 들면, 2차원 지도를 제작할 때 입체인 지구표면을 평면으로 바꾸는 방법을 쓰지만, 텍스처 매핑의 경우에는 그 반대로 2차원 지도를 3차원 구에 적용하면, 지구본을 그린 영상을 얻을 수 있다. 에드윈 캣멀의 1974년 박사 학위 논문에서 처음 발표되었다.
텍스쳐 매핑의 기법에는 높이 매핑, 범프 매핑, 노멀 매핑, 변위 매핑(displacement mapping), 환경 매핑(reflection mapping), 반사 매핑(specular mapping), 밉맵, 폐쇄 매핑(occlusion mapping) 등이 있다.

## 택스처 맵
텍스처 맵(texture map)은 2차원의 컴퓨터 그래픽 그림으로 도형 또는 면의 단위인 폴리곤의 겉에 적용된다. 이 과정은 마치 아무 색이 없는 상자에 무늬가 그려진 종이를 붙이는 것과 비슷하다. 범프 매핑은 2차원의 컴퓨터 그래픽 그림의 내용을 표면의 질감을 묘사하기 위해 그림의 내용을 직접적으로 적용하는 대신 표면의 올록볼록한 정도를 나타내는 데 쓰인다. 이를 사용하면 오렌지 표면과 같은 질감을 쉽게 표현할 수 있다.

## 같이 보기
- 컴퓨터 그래픽스
- 범프 매핑